# Kościół Najświętszego Serca Pana Jezusa w Otłoczynie
Kościół Najświętszego Serca Pana Jezusa w Otłoczynie – rzymskokatolicki kościół parafialny należący do parafii pod tym samym wezwaniem (dekanat Toruń IV diecezji toruńskiej).
Jest to dawna świątynia ewangelicka wzniesiona na początku XX wieku (kościół powstał w latach 1900-1906). Budowla ceglana z kamienną podmurówką została zbudowana według oryginalnego planu; do korpusu przeciętego pseudotranseptem jest dostawiona narożnikowa kruchta. Bryła budowli charakteryzuje się strzelistą wieżą dobudowaną do jednego z dłuższych boków korpusu. Kościół jest ozdobiony ostrołukowymi otynkowanymi blendami. Architektura świątyni jest jednym z przykładów stylu neogotyckiego.